# Saronno
Saronno es una ciudad de 37.874 habitantes del sur de la provincia de Varese, en Lombardía, muy cerca a las provincias de Milán y de Como. 

## Evolución demográfica
| Gráfica de evolución demográfica de Saronno entre 1861 y 2001 |
|                                                               |
| Fuente ISTAT - elaboración gráfica de Wikipedia               |

## Historia
El municipio de Saronno se hallaba en la provincia de Milán hasta el 1927, cuando nació la provincia de Varese.

##### Nave Central: Apoteosis Franciscana

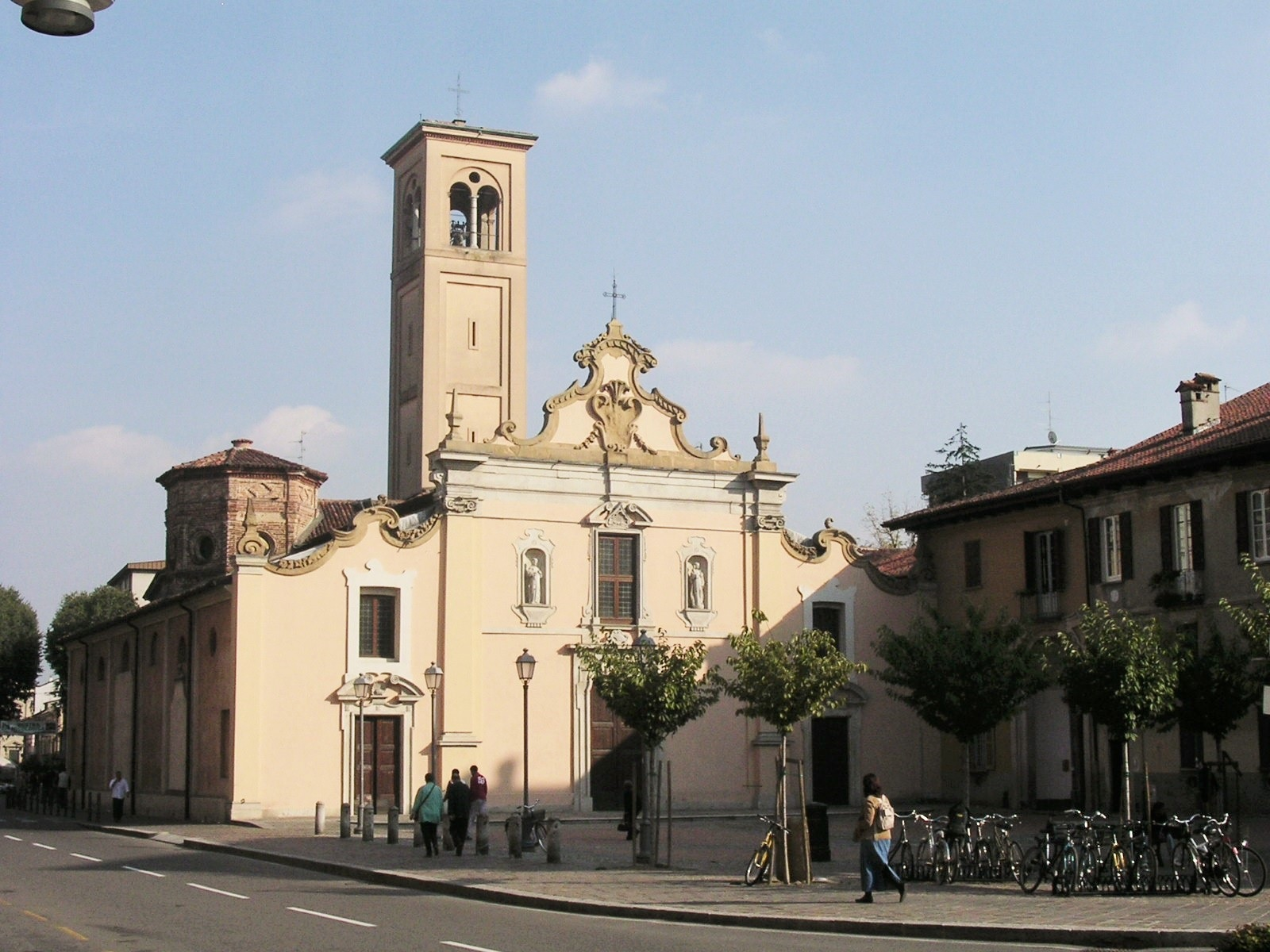
Imagen de la Iglesia de San Francisco, Saronno, Varese, Lombardía, Italia.

## Cultura